# SHORT-Syndrom
Das SHORT-Syndrom, Akronym für Short stature (Minderwuchs), Hyperextensible Gelenke oder LeistenHernie (oder beides), tiefliegende Augen (Ocular depression), Rieger-Anomalie und verspätetes Teething (Zahndurchbruch), ist eine sehr seltene angeborene Erkrankung mit den namensgebenden Hauptmerkmalen.
Synonyme sind: Aarskog-Ose-Pande-Syndrom; Lipodystrophie - Rieger-Anomalie – Diabetes; Rieger-Anomalie-partielle Lipodystrophy-Syndrom
Die Erstbeschreibung stammt aus dem Jahre 1975 durch den US-amerikanischen Humangenetiker Robert J. Gorlin und Mitarbeiter und im gleichen Jahr durch den US-amerikanischen Pädiater J. A. Sensenbrenner und Mitarbeiter.
Das Syndrom ist nicht mit dem Short-QT-Syndrom zu verwechseln.

## Verbreitung
Die Häufigkeit wird mit unter 1 zu 1.000.000 angegeben, bislang wurde über weniger als 50 Betroffene berichtet. Die Vererbung erfolgt autosomal-dominant.

## Ursache
Der Erkrankung liegen Mutationen im PIK3R1-Gen auf Chromosom 5 Genort q13.1 zugrunde, welches für eine Regulatory subunit der Phosphoinositid-3-Kinasen (PI3K) kodiert.
Dieses Gen ist auch bei der APDS (Immunodeficiency 36) und der autosomal-rezessiven Agammaglobulinämie beteiligt.

## Klinische Erscheinungen
Klinische Kriterien sind:
- Manifestation in der Neugeborenenzeit
- Kleinwuchs auch schon intrauterin
- Gedeihstörung
- Überstreckbarkeit der Gelenke
- Rieger-Sequenz
- Verzögerte Zahnung, Hypodontie, Schmelzdefekte
- Gesichtsdysmorphie: dreieckige Kopfform, Telekanthus, tiefliegende Augen, flache Nasenwurzel, dünne Nasenflügel, Mikrognathie, Mikrogenie, abstehende Ohren
- Augenauffälligkeiten wie Glaukom (in 50 %), abnorm gelagerte  (Korektopie), schlitzförmige oder sogar mehrfach angelegte (Polykorie) Pupille.
- Lipodystrophie
- verzögerte Skelettreife
- dünne, trockene und gefältelte Haut

Hinzu können insulin-resistenter Diabetes (in 2/3 der Betroffenen nach dem 15. Lebensjahr) und Polyzystisches Ovar-Syndrom kommen.

## Diagnose
Die Diagnose ergibt sich aus den klinischen Befunden und kann durch Nachweis der Mutation gesichert werden. Es müssen nicht alle Merkmale nachweisbar sein.

## Differentialdiagnostik
Abzugrenzen sind:
- Alagille-Syndrom
- Floating-Harbor-Syndrom
- Hutchinson-Gilford-Syndrom
- Johanson-Blizzard-Syndrom
- Laron-Syndrom
- Lipodystrophie Typ Berardinelli
- Silver-Russell-Syndrom

## Therapie
Die Behandlung erfolgt symptombezogen.